# Раабе, Генрих
Ге́нрих Раа́бе (пол. Henryk Raabe 17 ноября 1882 года, Варшава — 28 января 1951 года, Люблин) — польский учёный, зоолог.
Был доцентом Ягеллонского университета, организатором и первым ректором Университета Марии Кюри-Склодовской (1944—1945).
В 1945—1946 годах был послом Польши в СССР.
Скончался 21 января 1951 года. Похоронен в Люблине на кладбище на улице Липовой.
Его старший сын Здзислав, герой Второй мировой войны, кавалер ордена Virtuti Militari, также был учёным, профессором зоологии. Младший сын Лешек, социалист, член движения сопротивления против немецкой оккупации, погиб во время восстания в Варшавском гетто, помогая евреям.